# Gaetano Arfé
Gaetano Arfé (Somma Vesuviana, 12 de noviembre de 1925 – Nápoles, 13 de septiembre de 2007) fue un político, historiador y periodista italiano. De 1966 a 1976 fue el editor del periódico Avanti!, el diario oficial del Partido Socialista Italiano. Posteriormente, fue eurodiputado de 1979 a 1984. Murió a los 81 años el 13 de septiembre de 2007 en Nápoles.

## Political career
En 1968, Arfé expresó su preocupación por la radicalización antidemocrática del movimiento estudiantil italiano.

## Obra
- Storia dell'Avanti! (1958)
- Storia del socialismo italiano 1892-1926 (1965)
- Storia delle idee politiche economiche e sociali (1972) (published in 5 volumes)
- La questione socialista (1986)
- I socialisti del mio secolo (2002)
- Scritti di storia e politica (2005)